# Тикале
Тикале е село в Южна България. То се намира в община Смолян, област Смолян.

## География
Село Тикале се намира в планински район. Намира се на 8 км от Смолян и на 3 км от прочутата Момчилова крепост.

## История
В миналото името на селото било Трикале, поради неговото разположение между 3 върха наричани калета, а именно „Момчилова крепост“ на юг, „Поповица“ северозападно от селото и съответно „Черни връх“ или „Чорният ворх“ (както те го наричат) на североизток. Запазен е стар римски мост и римски път, който свързва трите върха. По късно селото се преименува на Тикале. Смята се, че първите заселници в района на селото са бегълци от чумната епидемия от близките села, а след преминаването на епидемията, хората решили да останат и основали селото.

## Редовни събития
Всяка година през май месец се провежда събор, посещаван и от хора от близките села.

## Личности
Мехмед Бинин – В неговия дом е имало плоча поставена от комунистическата власт в негова памет, защото преди 9 септември 1944 г. е укривал в дома си Коста Аврамиков и Метекса Гугински.

## Обществени институции
В селото има детска градина и основно училище, които вече не функционират, поради липсата на достатъчно деца. Работи кметството в селото, където населението може да се обръща за решаването на всякакви проблеми и спорове.

## Забележителности
- На 3 км южно от селото се намира забележителността „Момчилова крепост“. Има планове да бъде изградена екопътека, която ще тръгва от рибарника, който се намира на прекия път до селото. (първия разклон след село Влахово, минаващ през асфалтовата база). Екопътеката ще предлага места за почивка (беседки), чешмички.
- На около 3,5 км североизточно от селото се намира местността „Нагробнята“. Това е старо тракийско гробище, чието дълголетие все още не може да бъде датирано.
- На 2 км северозападно от село Тикале се намира местността „Чорквище“. Представлява стара църква, строена и разграбена още по времето на Османската империя. Но освен на исторически останки, на мястото може да се полюбувате и на изключителна панорамна гледка!!!
- На 3 км на североизток от селото се намират „Малко и Голямо селище“ – В тези две исторически местности има запазени и до днес следи от гробища – пропаднали места и камъни. Предполага се че там действително преди заселването на Тикале е имало селища.

## Други
Селото е приятно място за почивка и отдих. В селото е съхранен автентичен родопски диалект, практикуван още от предците на хората населяващи Тикале в днешни дни. Има богата природа.
На името на селото има наименуван връх на Антарктида, който е висок 550 м и се намира на полуостров Благоевград. Върхът е с географски координати 65°11′44″S 61°47′03″W и се намира на 5,5 км северно от нос Кунино, на 5,55 км от връх Равногор и на 9,85 км северозападно от нос Фойн.

### Песни
Гордостта на селото е родопската песен „Поспусни се шер планино“. Още по времето когато селото влизало в пределите на Османската империя, хора от родът Чукови се изселват принудително в Анадола. Там те изпитват носталгия към родното си място (село Тикале) и създават песента. В песента нашите герои молят планината да се спусне и да вдигне мъглите си, за да видят отново своето село, къщата си, майка си и баща си.

### Кухня
- Пататници, фасул, известните тикалници, шумлаци, пареници, качамаци, трясченици, чевермета и мн. др.